# Closer to the Truth
«Closer to the Truth» — двадцять п'ятий студійний альбом американської співачки і акторки Шер, що вийшов 20 вересня 2013 року на лейблі «Warner Bros. Records». Вирішивши відновити свою музичну кар'єру, Шер почала планувати проєкт у 2011 році, незабаром після появи співачки у фільмі «Бурлеск» і завершення її виступів в резиденції в «Caesars Palace». Робота над записом тривала в 2012 і 2013 роках. Хоча спочатку «Closer to the Truth» планувався поп-рок-орієнтований альбом, у підсумку вийшла платівка, натхненна танцювальною музикою. Щоб домогтися бажаного звучання, Шер залучила виконавчим продюсером свого давнього колегу Марка Тейлора для роботи з новими продюсерами, такими як Пол Окенфолд, Біллі Манн, Timbaland і MachoPsycho.
Описаний Шер як «дуже еклектичний» і «її найкращий альбом в історії», «Closer to the Truth» — це перш за все танцювальна поп-платівка, але у ній присутній широкий спектр й інших музичних жанрів, таких як хауз, синті-поп, EDM, софт-рок та кантрі, також у ній присутній вплив музики 1990-х років. Ліричні теми переважно обертаються навколо романтики, фемінізму, індивідуалізму і самореалізації. Серед бек-вокалу і піснярів альбому присутні декілька нових партнерів Шер, включаючи співаків Pink і Джейка Ширза.
Альбом отримав загалом позитивні відгуки сучасних музичних критиків і мав комерційний успіх, він дебютував і посів третю сходинку в чарті США «Billboard 200» з продажами у 63 000 копій за перший тиждень, це був найвищий результат серед сольних альбомів Шер у цьому чарті. Однак цей рекорд зрівняв наступний альбом Шер, «Dancing Queen» (2018), який також дебютував третьою сходинкою в «Billboard 200» з продажами 153 000 копій за перший тиждень. За даними компанії маркетингових дослідженнь Nielsen SoundScan, станом на лютий 2014 року в США було продано 285 000 копій «Closer to the Truth». Він отримав «золоту» сертифікацію від «Music Canada» і срібну від BPI. Альбом потрапив у «десятку найкращих» в Канаді, Німеччині, Росії, Шотландії, Великій Британії й США та посів близькі до цієї позначки позиції у деяких інших країнах світу.
Пісня «Woman's World», вийшла як головний сингл «Closer to the Truth», 18 червня 2013 року в США і Канаді, і посіла першу сходинку в американському чарті «Billboard» «Hot Dance/Club Songs». Другий сингл, «I Hope You Find It», вийшов 4 жовтня 2013 року, він посів «міцний номер один» в декількох європейських національних чартах. За ним послідували промо-сингли «Take It Like a Man» і «I Walk Alone», обидва посіли другу сходинку в чарті «Billboard» «Hot Dance/Club Songs». Шер просувала «Closer to the Truth» з декількома телевізійними виступами і концертами в усьому світі. Співачка привернула широку увагу засобів масової інформації, коли відмовилася від запрошення виступити на зимових Олімпійських іграх 2014 року через анти-ЛГБТ-політику Росії. Пізніше, 22 березня 2014 року, Шер вирушила у свій шостий концертний тур «Dressed to Kill Tour».

## Передумови та запис
Останній альбом Шер, «Living Proof» 2001 року, був підтриманий її рекордним світовим туром, що завершився в 2005 році. Після трирічної перерви співачка переїхала в Лас-Вегас, і саме тоді почалися обговорення створення її нового альбому. Існують повідомлення, що ще в грудні 2008 року Шер планувала записати кавери пісень 1960-х років, але в 2010 році замість цього вона звернула свою увагу на повернення в кіно, після чого вийшов фільм «Бурлеск». Для фільму вона записала дві пісні: «Welcome to Burlesque» і «You Haven't Seen the Last of Me». Під час промоушена «Бурлеску» Шер підтвердила, що працює над новим альбомом в Нашвіллі. Жанр проєкту описувався як південний рок і навіть кантрі. Однак після успіху «You Have not Seen the Last of Me» в чарті США «Hot Dance Club Songs» (сьомий «номер один» Шер у цьому чарті) музичний напрям альбому змінили на танцювальну поп-музику.
При створенні альбому Шер співпрацювала з Дайан Воррен, Timbaland, Марком Тейлором (який спродюсував її хіт «Believe» 1998 року) і Куком Харреллом. У 2011 році співачка записала невидану пісню Леді Гаги «The Greatest Thing», яка була перетворена на дует з Гагою і спродюсована RedOne. Пісню, випуск якої спочатку очікувався у вересні 2011 року, зрештою виключили з альбому. 13 серпня 2013 року відбулася попередня демонстрація пісні.

## Складова
З випуском синглу «Woman's World» Шер оголосила, що робоча назва альбому — «Closer to the Truth» («Ближче до істини»). У трек-лист увійшли пісні «Lie to Me» і «I Walk Alone», написані поп-зіркою Pink, і одна з її вокалом, «Take It Like a Man»; а також пісня, яку написали Шер і Ширлі Ейкхард, «Lovers Forever». Спочатку призначена для саундтрека до фільму «Інтерв'ю з вампіром» 1994 року, пісня записав Ейхард для її альбому «Pop» 2005 року та спродюсував Марк Тейлор для фільму «Ближче до істини». Шер працювала з хіп-хоп продюсером Timbaland у пісні «I Do not Have to Sleep to Dream» і зробила кавери на три пісні: «Sirens» співачки та піснярки Нелл Брайден, «Dressed to Kill» Престона і «I Hope You Find It» Майлі Сайрус, з саундтрека до фільму «Остання пісня» 2010 року.
Вийшло три версії альбому. Оригінальна версія містила пісню «You Have not Seen the Last of Me» з фільму «Бурлеск», як бонус-трек у делюкс-виданні. «Closer to the Truth» також вийшов на білому вінілі. Це перший вініловий альбом Шер після виходу «Love Hurts» 1991 року і «Greatest Hits: 1965—1992» 1992 року. Згідно реакції критиків після ексклюзивної вечірки співачки від 1 серпня 2013 року, де був представлений альбом, «Closer to the Truth» — це «здорова суміш енергійних танцювальних треків і великої емоційної балади», у той час як перша половина «наповнена гімнами танмайданчику», то друга представлена «пісні в середньому темпі і повільнішими номерами, в яких виділені тексти і мелодії».
24 вересня 2013 року у Північній Америці широко рекламувався вихід «Closer to the Truth», тоді як в Європі — його всесвітній реліз через тиждень.

## Сингли та просування
У жовтні 2012 року в інтернет-мережі з'явилися уривки з неоголошеного синглу Шер. Офіційно доступним сингл «Woman's World» під час онлайн-трансляції на День подяки 2012 року і у підсумку вийшов 18 червня 2013 року. Його авторами були Метт Морріс, Пол Окенфолд і Ентоні Кроуфорд. Сингл посів першу сходинку в танцювальному чарті «Billboard». Шер виконала пісню в фіналі сезону телешоу талантів «The Voice», а потім на заході гей-параду в Нью-Йорку «Танці на пірсі», а також у торговій мережі «Macy's» на свято 4 липня. До пісні режисер Рей Кей створив музичне відео, яке вийшло 20 серпня 2013 року.
Прем'єра другого синглу «I Hope You Find It» відбулася 23 вересня 2013 року під час концерту Шер на телепередачі «Today Show», де вона також виконала пісні «Woman's World» і «Believe». Потім вона виконала його на телепередачі «Пізнє шоу з Девідом Леттерманом» 24 вересня 2013 року, на телешоу «Live with Kelly and Ryan» 1 жовтня 2013 года і на німецькому телешоу «Wetten, dass ..?» 5 жовтня 2013 року. Потім Шер продовжила просування синглу у Великій Британії: виступивши на телешоу «The X Factor» 13 жовтня 2013 року і на телепередачі «The Graham Norton Show» 18 жовтня 2013 року. Потім співачка виконала пісню під час вистави «Vivement dimanche!» в Парижі 24 листопада 2013 року. Офіційний відеокліп до синглу вийшов 24 вересня 2013 року. У 2014 році «I Hope You Find It» дебютував в чарті «Billboard Adult Contemporary» на 24 сходинці, ставши 31-м записом Шер у цьому чарті за п'ять десятиліть.
Третій сингл «Take It Like a Man» вийшов у вигляді цифрового синглу з чотирма реміксами і інструменталами 8 листопада 2013 року в Німеччині і трьома днями пізніше в усьому світі. Також Шер привернула увагу ЗМІ до синглу своїм музичним відео на «7th Heaven Remix», що вийшов 20 листопада 2013 року. У ньому були представлені моделі спідньої білизни «Andrew Christian», а також кілька зірок гей-порно, таких як Антоніо Б'яджі. Видання «Remixes» з ще вісьмома реміксами до «Take It Like a Man» вийшло у цифровому вигляді 28 січня 2014 року. Воно досягло 2 сходинки в чарті США «Dance Club Songs chart», а також 9 сходинки в рейтингу «US Hot Dance Singles Sales» і 23 сходинки в чартах США «Hot Dance/Electronic Songs».
Пісня «Sirens» увійшла до випущеного в цифровому форматі альбому «Songs for the Philippines», який був проєктом зі збору коштів для жертв тайфуну Хайянь на Філіппінах.
На початку 2014 року, як промо-сингл на британських поп-радіостанціях, вийшов «I Walk Alone». 14 березня 2014 року на офіційному сайті журналу «Billboard» відбулася прем'єра реміксу «Ferosh Reconstruction Remix» Трейсі Янг до «I Walk Alone», який наступного тижня був представлений танцювальним клубам і ді-джеям. Також вийшов мініальбом з дев'ятьма реміксами до «I Walk Alone», який випустили для роздрібних продавців цифрових технологій 25 квітня 2014 року. Сингл посів 2 сходинку у чарті США «Dance Club Songs».

## «Dressed to Kill Tour»
22 березня 2014 року, у Фініксі, штат Арізона, на підтримку «Closer to the Truth» стартував тур Шер «Dressed to Kill», офіційно оголошення гастролей відбулося 23 вересня 2013 року. Тур назвали на честь однойменної пісні альбому. Гастролі зібрали понад 55 мільйонів доларів і привернули більше ніж 600 000 фанатів Шер. 

## Оцінки критиків
«Closer to the Truth» зібрав загалом позитивні відгуки музичних критиків. Вебсайт «Metacritic», який присвоює нормований рейтинг, що складається зі 100 оглядів мейнстримових критиків, дав альбому середній бал 61 на основі шести оглядів, що вказує на «загалом позитивні відгуки». Оглядач Джеррі Шрайвер з видання «USA Today» сказав, що реліз Шер був «дуже веселим, лірично змістовним (як це буває) і емоційно широким, і він приваблює не тільки її шанувальників». Джим Фарбер з видання «New York Daily News» написав, що «матеріал не настільки індивідуальний», але зазначив, що «в корені новий диск радує тільки одним: глибокою, шаленою Шер». Гленн Гамбоа з видання «Newsday» нагадав, що «Шер не просто виживає тут, вона процвітає». Кевін Кетчпоул з електронного журналу «PopMatters» підтвердив, що Шер «повернулася у музичний світ з альбомом „Closer to the Truth“».
Джон Гамільтон з музичного блогу «Idolator» вважав, що альбом «виявився одним з найбільш привабливих альбомів Шер, сильна колекція поп-мелодій, яку світ міг би підібрати». Видання «Gay Times» вважає, що це було «фантастичне, хоча й давно назріле повернення однієї з найбільших співачок нашого часу». Ед Броуді з видання «So So Gay» підкреслив, що реліз — «це що завгодно, але тільки не лагідне повернення у центр уваги однієї з найстійкіших і життєрадісних емісарок попу», і оголосив, що це «фантастично сильний альбом епохи Відродження». Білл Лемб з вебсайту «About.com» назвав його «добре збалансованим: перша половина являє собою танцювальну сюїту у швидкому темпі, а друга половина більше досліджує область балад».
Проте, сайт «AllMusic» сказав, що «Closer to the Truth» «ні в якому разі не жахливий, але перша половина альбому настільки весела, що друга половина в порівнянні з нею страждає. Цілий альбом танцювальних пісень, нищівних для дискотечної кулі, можливо, був занадто багатослівним і втомив її привітність». Марк Дж. Лепаж з видання «The Montreal Gazette» вважав, що реліз був «чимось на зразок дива, і частково сумним і частково героїчним, через те, що він взагалі існував». Сал Чінквемані з журналу «Slant Magazine» написав, що альбом «не тільки увічнює цю вичерпну (і стомлюючу) формулу, але й не намагається винайти її заново навіть у найнезначніших аспектах».
Керолайн Салліван з «The Guardian» сказала, що «перша половина альбому схожа на кампстравганзу — „Take It Like a Man“, безумовно — але друга перетворюється на MOR». Майкл Андор Бродер з «The Boston Globe» дав неоднозначний відгук, підкресливши, що альбом «імовірно розроблений для поїздки додому з клубу, здається, наполягає на тому, що він щось більше, ніж інгредієнт реміксу або корм „Auto-Tune“».

## Комерційний успіх
У Сполучених Штатах «Closer to the Truth» був проданий у кількості 63 000 копій за перший тиждень після випуску і дебютував третьою сходинкою чарту «Billboard 200», ставши першим сольним альбомом Шер, який досяг такої високої позиції в чарті. Однак цей рекорд зрівняв наступний альбомо Шер, «Dancing Queen» 2018 року, який також дебютував третьою сходинкою в «Billboard 200» з продажами 153 000 копій. Альбом перебував в «першій десятці» «Billboard 200» три тижні з перших чотирьох. Станом на лютий 2014 року, в США альбом був проданий  кількістю понад 285 000 копій. У чарті Великої Британії «Closer to the Truth» дебютував «номером чотири», це був перший студійний альбом Шер, який потрапив у «п'ятірку найкращих» у цій країні з часів «Love Hurts» 1991 року, з накладом 14 621 копій, після чого альбом ще залишався у «першій десятці» наступні два тижні, з продажами 8 281 і 7 829 копій відповідно, завдяки цьому він отримав «срібну» сертифікацію від BPI, за продажі у понад 60 000 копій. В Канаді, в листопаді 2013 року, альбом отримав «золоту» сертифікацію, з продажами у понад 40 000 копій. Станом на березень 2017 року в усьому світі було продано 585 000 копій альбому. Альбом був номінований на премію «World Music Award» як «найкращий альбом у світі».

## Трек-лист
Інформація щодо трек-листу взята з обкладинки альбому «Closer to the Truth».
| Closer to the Truth – US Standard edition | Closer to the Truth – US Standard edition | Closer to the Truth – US Standard edition                          | Closer to the Truth – US Standard edition          | Closer to the Truth – US Standard edition |
| #                                         | Назва                                     | Автор                                                              | Продюсер(и)                                        | Тривалість                                |
| ----------------------------------------- | ----------------------------------------- | ------------------------------------------------------------------ | -------------------------------------------------- | ----------------------------------------- |
| 1.                                        | «Woman's World»                           | Метт Морріс Пол Окенфолд Ентоні "TC" Кроуфорд Джошуа "J.D." Волкер | Окенфолд Кроуфорд [a] Волкер [a] Джефф Фенстер [a] | 3:42                                      |
| 2.                                        | «Take It Like a Man»                      | Тім Павелл Тібі Оттох Мері Лій Шер                                 | Марк Тейлор Павелл [b]                             | 4:10                                      |
| 3.                                        | «My Love»                                 | Даріо Брігем-Боуз Лорн Ешлі Брігем-Боуз Пол Беррі Грета Свабо Бек  | Тейлор                                             | 3:32                                      |
| 4.                                        | «Dressed to Kill»                         | Тейлор Семюел Престон Шер                                          | Тейлор                                             | 2:51                                      |
| 5.                                        | «Red»                                     | Лаура Перголідзі Марк Нелкін Карл Райден                           | Джош Кросбі Волкер [a] Фенстер [a]                 | 3:06                                      |
| 6.                                        | «Lovers Forever»                          | Шер Ширлі Ейкхард                                                  | Тейлор                                             | 4:01                                      |
| 7.                                        | «I Walk Alone»                            | Алесіа Мур Billy Mann Ніклас "Нікі" Оловсон Робін Лінч             | Менн MachoPsycho                                   | 3:23                                      |
| 8.                                        | «Sirens»                                  | Тейлор Патрік Масколл Нелл Брайден JP Джонс                        | Тейлор                                             | 5:03                                      |
| 9.                                        | «Favorite Scars»                          | Вейн Ентоні Гектор Том Барнс Пітер Келлехер Бен Кон                | TMS                                                | 4:26                                      |
| 10.                                       | «I Hope You Find It»                      | Стівен Робсон Джеффрі Стіл                                         | Тейлор                                             | 3:46                                      |
| 11.                                       | «Lie to Me»                               | Мур Манн                                                           | Манн                                               | 3:19                                      |
| 41:15                                     |                                           |                                                                    |                                                    |                                           |

| Closer to the Truth – US Deluxe Version/International Standard edition | Closer to the Truth – US Deluxe Version/International Standard edition | Closer to the Truth – US Deluxe Version/International Standard edition | Closer to the Truth – US Deluxe Version/International Standard edition | Closer to the Truth – US Deluxe Version/International Standard edition |
| #                                                                      | Назва                                                                  | Автор                                                                  | Продюсер(и)                                                            | Тривалість                                                             |
| ---------------------------------------------------------------------- | ---------------------------------------------------------------------- | ---------------------------------------------------------------------- | ---------------------------------------------------------------------- | ---------------------------------------------------------------------- |
| 12.                                                                    | «I Don't Have to Sleep to Dream»                                       | Бонні Маккі Келлі Шихан Тімоті Мозлі Джером Хармон Кріс Годлі          | Timbaland Хармон [b] Іван Корраліца [a]                                | 4:42                                                                   |
| 13.                                                                    | «Pride»                                                                | Лаура Перголідзі Марк Нелкін Карл Райден                               | Райден Волкер [a] Фенстер [a]                                          | 4:17                                                                   |
| 14.                                                                    | «You Haven't Seen the Last of Me» (Оригінальна версія)                 | Дяйан Воррен                                                           | Метт Серлетік                                                          | 3:34                                                                   |
| 53:56                                                                  |                                                                        |                                                                        |                                                                        |                                                                        |

| Closer to the Truth – Target edition/International Deluxe edition | Closer to the Truth – Target edition/International Deluxe edition | Closer to the Truth – Target edition/International Deluxe edition  | Closer to the Truth – Target edition/International Deluxe edition     | Closer to the Truth – Target edition/International Deluxe edition |
| #                                                                 | Назва                                                             | Автор                                                              | Продюсер(и)                                                           | Тривалість                                                        |
| ----------------------------------------------------------------- | ----------------------------------------------------------------- | ------------------------------------------------------------------ | --------------------------------------------------------------------- | ----------------------------------------------------------------- |
| 15.                                                               | «Woman's World» (R3hab Remix)                                     | Ентоні "TC" Кроуфорд Метт Морріс Пол Окенфолд Джошуа "J.D." Волкер | Окенфолд Кроуфорд [a] Волкер [a] Джефф Фенстер [a] R3hab (remix)      | 4:02                                                              |
| 16.                                                               | «Woman's World» (Джоді Херш Remix)                                | Ентоні "TC" Кроуфорд Метт Морріс Пол Окенфолд Джошуа "J.D." Волкер | Окенфолд Кроуфорд [a] Волкер [a] Джефф Фенстер [a] Джоді Херш (remix) | 6:17                                                              |
| 17.                                                               | «Will You Wait for Me»                                            | Манн Дон Кук                                                       | Манн                                                                  | 3:32                                                              |
| 67:38                                                             |                                                                   |                                                                    |                                                                       |                                                                   |

Примітки
- ↑  означає додаткового продюсера
- ↑  означає співавтора-продюсера
- «Take It Like a Man» містить додатковий вокал Джейка Ширза.
- «I Walk Alone» містить бек-вокал Pink.

## Учасники запису
Перелік учасників запису альбому «Closer to the Truth», наданий сайтом AllMusic.
- Джосі Айєлло — бек-вокал
- Том Барнс — композитор, ударні
- Пол Беррі — композитор
- Даріо Брігем-Боуз — композитор
- Лорн Ешлі Брігем-Боуз — композитор, клавішні, програмування
- Грета Свабо Бек — композитор
- Джина Брук — макіяж
- Нелл Брайден — композитор
- Сенді Баглезз — гітара
- Ріта Кемпбелл — бек-вокал
- Джон Кастеллі — інженер мікшування
- Джон Чен – A&R
- Шер — композитор, виконавчий продюсер, головний артист
- Б'янка Клакстон — бек-вокал
- Раян Кові — артдиректор, дизайн
- Ентоні "TC" Кроуфорд – додаткове продюсування, композитор
- Джош Кросбі — продюсер
- Даріо Дарнелл — клавішні, програмування
- Роджер Девіс — менеджмент
- Джастін Дерріко — акустична гітара
- Шірлі Ейкхард — композитор
- Джефф Фенстер — A&R, додаткове продюсування
- Сербан Генеа — мікшування
- Джош Гудвін — інженер, вокальний інженер
- Джон Хейнс — інженер
- Кук Харрелл — інженер, вокальний інженер, вокальний продюсер, бек-вокал
- Вейн Гектор — композитор
- Джері Хайден — артдиректор, дизайн
- JP Джонс – композитор
- Пет Келлехер — клавішні, бек-вокал
- Пітер Келлехер — композитор
- Бен Кон — композитор, гітара
- Мігел Лара — асистент
- Мері Лій — композитор
- Лі Левін — ударні
- Робін Лінч (MachoPsycho) – композитор, електрогітара
- MachoPsycho – інженер, клавішне програмування, продюсер
- Марджан Малакпур — стиліст
- Біллі Манн — аранжування, композитор, інженер, акустична і електрична гітари, клавішне програмування, продюсер, бек-вокал
- Стівен Маркуссен — мастерінг
- Патрік Маскалл — композитор, гітара
- Тоні Мазераті — мікшування
- Мачадо Кікала Морассут — фотографування
- Метт Морріс — композитор, бек-вокал
- Раян Наші — асистент інженера
- Марк Нелкін — композитор
- Кріс О'Раян — інженер
- Пол Окенфолд — композитор, продюсер
- Ніклас "Нікі" Оловсон (MachoPsycho) — бас, композитор
- Джанетт Олссон — бек-вокал
- Тібі Оттох — композитор
- Деб Полл — особистий помічник
- Лора Перголідзі — композитор
- Адам Філліпс — гітара
- Бонні Маккі — композитор, бек-вокал
- Pink — композитор
- Тім Павелл — композитор, клавішні, продюсер, програмування
- Сем Престон — композитор, інструменталізація
- Стів Прайс — інженер
- Серена Радаеллі — стиліст по зачіскам
- Стів Робсон — композитор
- Ліз Розенберг — реклама
- Дженніфер Руїз — особистий помічник
- Карл Райден — композитор
- Ліндсі Скотт — виконавчий продюсер, менеджмент
- Джейк Ширз — вокал
- Робін Сміт — струнне аранжування
- Еш Соун — ударні
- Джеффрі Стіл — композитор
- Рен Свен — інженер, мікшування
- Марк Тейлор — композитор, інструменталізація, клавішні, продюсер, програмування, вокальний продюсер
- TMS – продюсер
- J.D. Волкер — додаткове продюсування, композитор
- Пет Воллес — аранжування, бас, інженер, клавішне програмування, клавішні
- Ден Ворнер — електрична гітара
- Ерік Вівер — інженер
- Аллен Волф – A&R
- Джонатан Юдкін — композитор, струнне аранжування, струнні

## Історія релізу
| Країна          | Дата              | Формат(и)               | Лейбл                     |
| --------------- | ----------------- | ----------------------- | ------------------------- |
| Австралія       | 20 вересня 2013   | CD цифрове завантаження | Warner Bros. Warner Music |
| Бразилія        | 20 вересня 2013   | CD цифрове завантаження | Warner Bros. Warner Music |
| Канада          | 24 вересня 2013   | CD цифрове завантаження | Warner Bros. Warner Music |
| Японія          | 24 вересня 2013   | CD цифрове завантаження | Warner Bros. Warner Music |
| США             | 24 вересня 2013   | CD цифрове завантаження | Warner Bros. Warner Music |
| Франція         | 30 вересня 2013   | CD цифрове завантаження | Warner Bros. Warner Music |
| Італія          | 1 жовтня 2013     | CD цифрове завантаження | Warner Bros. Warner Music |
| Іспанія         | 1 жовтня 2013     | CD цифрове завантаження | Warner Bros. Warner Music |
| Німеччина       | 4 жовтня 2013     | CD цифрове завантаження | Warner Bros. Warner Music |
| Ірландія        | 11 жовтня 2013    | CD цифрове завантаження | Warner Bros. Warner Music |
| Велика Британія | 14 жовтня 2013    | CD цифрове завантаження | Warner Bros. Warner Music |
| США             | 19 листопада 2013 | LP                      | Warner Bros. Warner Music |

## Чарти
| Чарти (2013–14)                     | Позиція |
| ----------------------------------- | ------- |
| Австралія (ARIA)                    | 17      |
| Австрія (Ö3 Austria)                | 11      |
| Бельгія (Ultratop Flanders)         | 65      |
| Бельгія (Ultratop Wallonia)         | 59      |
| Канада (Billboard)                  | 4       |
| Хорватія (HDU)                      | 18      |
| Чехія (ČNS IFPI)                    | 25      |
| Данія (Hitlisten)                   | 26      |
| Нідерланди (MegaCharts)             | 41      |
| Фінляндія (Suomen virallinen lista) | 41      |
| Франція (SNEP)                      | 93      |
| Німеччина (Media Control)           | 6       |
| Угорщина (MAHASZ)                   | 20      |
| Ірландія (IRMA)                     | 22      |
| Італія (FIMI)                       | 19      |
| Мексика (Top 100)                   | 52      |
| Канада (ADISQ)                      | 23      |
| Росія (2M)                          | 9       |
| Шотландія (OCC)                     | 5       |
| Південна Корея (Gaon)               | 40      |
| Іспанія (PROMUSICAE)                | 32      |
| Швеція (Sverigetopplistan)          | 45      |
| Швейцарія (Schweizer Hitparade)     | 11      |
| Велика Британія (OCC)               | 4       |
| США (Billboard 200)                 | 3       |
| США (Tastemaker Albums (Billboard)) | 18      |

| Чарт/країна (2013)                    | Позиція |
| ------------------------------------- | ------- |
| Велика Британія (OCC)                 | 177     |
| США (Billboard Top Current Albums)    | 118     |
| США (Billboard Top Internet Albums)   | 4       |
| США (Billboard 200)                   | 121     |
| Чарт/країна (2014)                    | Позиція |
| США (Billboard (Top Current Albums))  | 199     |
| США (Billboard (Top Internet Albums)) | 13      |

## Сертифікації і продажі
| Країна | Сертифікація | Продано  |
| --- | ------------ | -------- |
| Канада (Music Canada)                                                                                          | Золото       | 40,000^  |
| Велика Британія (BPI)                                                                                          | Срібло       | 60,000   |
| США | —            | 285,000^ |
| Загалом |              |          |
| Світ | —            | 585,000  |
| ^Дані про постачання, засновані тільки на сертифікації *Продажі+потокові дані засновані тільки на сертифікації |              |          |